# Ближнєєйський
Ближнєєйський — селище в Єйському районі Краснодарського краю, входить до складу Широчанського сільського поселення.
Розміщений у безпосередній близькості до міста Єйська.